# Саз-Тамак (посёлок железнодорожного разъезда)
Саз-Тамак — поселок железнодорожного разъезда в Кукморском районе Татарстана. Входит в состав Байлянгарского сельского поселения.

## География
Находится в северо-западной части Татарстана на расстоянии приблизительно 6 км на запад по прямой от районного центра города Кукмор у железнодорожной линии Казань-Агрыз.

## История
Основан в 1920-х годах.

## Население
Постоянных жителей было: в 1989 — 15, 18 в 2002 году (татары 72 %, русские 28 %), 16 в 2010.